# Fujian
Fujian (fil), tidigare känt som Fukien eller  Hokkien, är en provins på Kinas sydöstkust. Den har en yta på 123 659 km² och hade  41 540 086 invånare vid folkräkningen 2020.
Provinsen gränsar till Zhejiang i norr, Jiangxi i väst och Guangdong i syd. Utanför dess kust ligger Taiwan. Provinshuvudstad är Fuzhou.

## Geografi
Fujian är i väster ett bergland, som sänker sig terrassformigt mot havet och har en icke särdeles bördig jordmån, men är noggrant odlat och därför en av Kinas rikaste provinser. Provinsen genomflyts av många floder, av vilka Minfloden är den största.
Landets huvudprodukt är te; det bästa kommer från trakten av orterna Jianning och Shaowu. Andra produkter är ris, vete, frukter, tobak, bomull och socker. Silkesodlingen är av vikt, likaledes fisket. En del malmer bryts, men de rika stenkolslagren ligga ännu obegagnade.

## Näringsliv
Fujian var en av de första provinserna som öppnades för utländska investeringar under Deng Xiaopings ekonomiska reformpolitik på 1980-talet. På grund av sina starka band med utlandskineser har Fujian fått åtnjuta stora investeringar från Taiwan och från kineser i Sydostasien med rötter i Fujian. Viktiga industrier är petrokemisk industri, verkstadsindustri och elektronik. Turismen har också ökat i betydelse.

## Kultur
På grund av sin bergiga terräng är Fujian-provinsen känd för sin mångfald av kinesiska dialekter som ofta är ömsesidigt obegripliga. Flertalet talar olika varianter av min-dialekten, som även har spritt sig till Guangdong-provinsen och Taiwan. I västra Fujian dominerar hakka-folket som talar sina egna hakka-dialekter.
Provinsen är känd för sitt eget kök, Fujianköket, som kännetecknas av sin lätthet och betoning av umami-smaken. Fujian är bland annat känd för sin tillverkning av olika teer, exempelvis Lapsang souchong och Oolong-te.

## Historia
Namnet Fujian är bildat av namnen på Fuzhou och Jianning, en kombination som går tillbaka till 733 då en militärkommissionär kontrollerade dessa två orter som då var prefekturer.
På grund av provinsens läge var dess invånare länge hänvisade till sjöfart och Fujian är en av Kinas traditionella utvandringsregioner. Invånarna har av tradition drivit sjöfart på Japan, Filippinerna och
Sundaöarna samt Bortre Indien. Vid kusten av Fujian låg den genom Marco Polo mycket berömda staden Quanzhou. 

## Administrativ indelning
Provinsen är indelad i 9 prefekturer, eller städer på prefekturnivå som de även kallas. Dessa är i sin tur indelade i 9 stadsdistrikt (shìxiáqū), 14 städer på häradsnivå (shi) samt 45 härader (xiàn).

### Prefekturer
| Karta                       | Nr        | Namn                  | Administrativt säte  | Kinesiska Pinyin | Folkmängd (2010) |
| --------------------------- | --------- | --------------------- | -------------------- | ---------------- | ---------------- |
|                             |           |                       |                      |                  |                  |
| — Subprovinsiella städer —  |           |                       |                      |                  |                  |
| 2                           | Xiamen    | Siming-distriktet     | 厦门市 Xiàmén shì    | 3 531 347        |                  |
| — Städer på prefekturnivå — |           |                       |                      |                  |                  |
| 1                           | Fuzhou    | Gulou-distriktet      | 福州市 Fúzhōu shì    | 7 115 370        |                  |
| 3                           | Longyan   | Xinluo-distriktet     | 龙岩市 Lóngyán shì   | 2 559 545        |                  |
| 4                           | Nanping   | Yanping-distriktet    | 南平市 Nánpíng shì   | 2 645 549        |                  |
| 5                           | Ningde    | Jiaocheng-distriktet  | 宁德市 Níngdé shì    | 2 821 996        |                  |
| 6                           | Putian    | Chengxiang-distriktet | 莆田市 Pútián shì    | 2 778 508        |                  |
| 7                           | Quanzhou  | Fengze-distriktet     | 泉州市 Quánzhōu shì  | 8 128 530        |                  |
| 8                           | Sanming   | Sanyuan-distriktet    | 三明市 Sānmíng shì   | 2 503 388        |                  |
| 9                           | Zhangzhou | Xiangcheng-distriktet | 漳州市 Zhāngzhōu shì | 4 809 983        |                  |

Övriga städer på häradsnivå:
- Fu'an, Fuding, Fuqing, Jian'ou, Jinjiang, Nan'an, Shaowu, Shishi, Wuyishan, Yong'an, Zhangping

## Politik
Den politiska makten i Fujian utövas officiellt av provinsen Fujians folkregering, som leds av den regionala folkkongressen och guvernören i provinsen. Dessutom finns det en regional politiskt rådgivande konferens, som motsvarar Kinesiska folkets politiskt rådgivande konferens och främst har ceremoniella funktioner. Provinsens guvernör sedan 2016 är Yu Weiguo.
I praktiken utövar dock den regionala avdelningen av Kinas kommunistiska parti den avgörande makten i Fujian och partisekreteraren i regionen har högre rang i partihierarkin än guvernören. Sedan 2012 heter partisekreteraren You Quan.